# Ułan Ryskuł
Ułan Gałymuły Ryskuł (ur. 21 września 1986) – kazachski judoka.
Uczestnik mistrzostw świata w 2005 i 2009. Startował w Pucharze Świata w 2006, 2010 i 2011. Zajął piąte miejsce na igrzyskach azjatyckich w 2010. Brązowy medalista mistrzostw Azji w 2009. Trzeci na mistrzostwach Azji juniorów w 2004 i 2005 roku.